# Idaea plumipedata
Idaea plumipedata är en fjärilsart som beskrevs av Walker 1861. Idaea plumipedata ingår i släktet Idaea och familjen mätare. Inga underarter finns listade i Catalogue of Life.